# SegaSoft
SegaSoft, d'abord située à Redwood City et plus tard à San Francisco, était une coentreprise détenue par Sega et CSK, créée pour développer et publier des jeux vidéo solo et multijoueur sur PC et Saturn, essentiellement dans le marché nord-américain.
SegaSoft est fondée en 1995, et cesse son activité en 2000 lorsque la société se restructure au sein de Sega.com, Inc. La société est notamment à l'origine du système multijoueur Heat.net et de l'édition des quelques derniers jeux développés par Rocket Science Games.

## Liste non exhaustive des jeux SegaSoft
- 10Six
- Bug Too!
- Cosmopolitan Virtual Makeover
- Emperor of the Fading Suns
- Fatal Abyss
- Flesh Feast
- Lose Your Marbles
- Grossology
- Mr. Bones
- Net Fighter
- Obsidian
- Plane Crazy
- Rocket Jockey
- Sacred Pools
- Scud: The Disposable Assassin
- Scud: Industrial Evolution
- Skies
- The Space Bar
- Three Dirty Dwarves
- Trampoline-Fractured Fairy Tales: A Frog Prince
- Vigilance
- Zombie Dinner

## Heat.net
Heat.net était un système de jeu en ligne sur PC conçu par SegaSoft, la division PC de Sega.

### Liste partielle de jeux supportés par Heat.Net
- Titres édités par Sega
  - 10Six
  - Fatal Abyss
  - Flesh Feast
  - Godzilla Online
  - Net Fighter
  - Plane Crazy
  - Scud: Industrial Evolution
  - Vigilance
- Titres d'éditeurs tiers
  - Age of Wonders
  - Army Men
  - Baldur's Gate
  - Battlezone
  - Command and Conquer : Alerte rouge
  - Darkstone
  - DeathDrome
  - Descent
  - Diablo
  - Duke Nukem 3D
  - Get Medieval
  - Heroes of Might and Magic III
  - MechWarrior 2: 31st Century Combat
  - NAM
  - Quake
  - Quake II
  - Redline: Gang Warfare 2066
  - Sin
  - Unreal Tournament
  - Warcraft II: Tides of Darkness
  - Kingpin: Life of Crime
  - Total Annihilation